# ロッテ新宿工場
ロッテ新宿工場（ロッテしんじゅくこうじょう）は、東京都新宿区百人町に所在した菓子メーカーロッテの工場。創業工場であり、かつては本社も置かれていた。

## 概要
新大久保駅から大久保通りを挟んだ北側のコリアタウンに近い地域にあり、北側は新宿区立戸山小学校、海城中学校・高等学校に隣接していた。山手線と西武新宿線の線路に平行した南北に細長い敷地形状で、工場の屋上には線路に向けて「チューインガム LOTTE チョコレート」と書かれた大型看板が設置されており、電車内からも看板がよく見えた。
創業工場としてロッテの企業成長を支えた工場であり、雇用が生まれたことで新大久保のコリアタウンが拡大する契機ともなった。工場見学は新宿区立小学校の社会科見学の定番コースであった。2000年代以降、周辺環境への配慮が重視されるまで、工場の周囲にはチューイングガムの香料の香りが漂っていたという。
ロッテオリオンズ（現：千葉ロッテマリーンズ）の年俸更改の場となったこともあった。
長らくチューイングガムを製造していたが、首都圏の生産拠点の再編により2011年から生産ラインが狭山工場へ順次移管され、2013年3月末で商品の生産を終了し、同年7月に閉鎖された。閉鎖時には跡地の利用方法が未定であり、2014年時点では工場建屋は残されていた。2017年1月に解体工事に着手し、同年春頃から本格的な解体工事が始まり、同年8月には解体工事が終了した。跡地には2019年1月12日に住宅展示場「ハウジングステージ新宿」がオープンした。

## 影響
ロッテ新宿工場の最も大きな影響として、日本経済が大きく飛躍していた1980年代から1990年代にかけて、重光武雄（辛格浩）はアメリカの『フォーブス』誌で世界3～4位の富豪に名を連ね、韓国人として史上最高の資産額を記録し、その影響もあり、重光武雄（辛格浩）により新大久保をコリア・タウンとして発展させた面がある。そもそも1950年代、新大久保周辺にこのロッテ新宿工場が設立されたことは、この地域がコリア・タウンへと発展する大きな転機となった。ロッテの創業者である辛格浩（シン・ギョクホ）会長の大胆な決断はスノーボール式に波及し、その噂を聞きつけた在日韓国人が日本各地から新大久保に移り住むようになる。こうして韓国系の企業や店舗が次第に増え、やがて東京の中心である新宿区新大久保は、日本屈指のコリア・タウンとして知られる存在へと成長を遂げた。この流れは2020年代に至る現在も続いており、新大久保は名実ともにコリア・タウンとして確固たる地位を築いている。

## 所在地
- 〒169-0073 東京都新宿区百人町2丁目2−33 北緯35度42分10.1秒 東経139度42分4.8秒

## 沿革
- 1950年3月 - チューイングガム工場として操業開始[1]
- 2013年
  - 3月 - 狭山工場への生産設備集約により生産を終了
  - 7月 - 工場閉鎖
- 2017年
  - 1月 - 解体工事着手
  - 8月 - 解体工事終了
- 2019年
  - 1月 - 住宅展示場「ハウジングステージ新宿」オープン